# 有馬玩具博物館

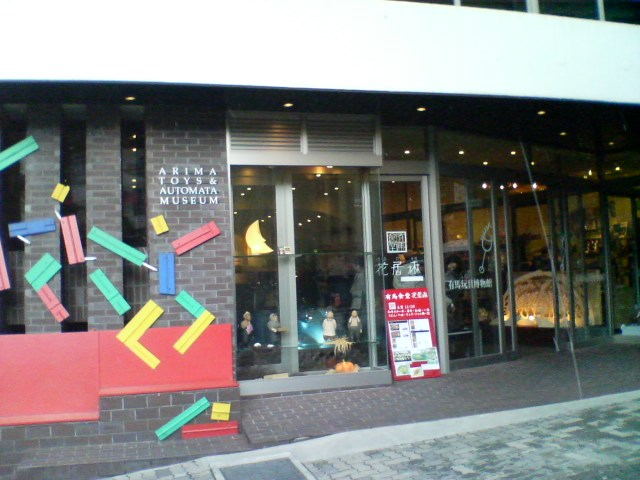
正面入口

有馬玩具博物館（ありまがんぐはくぶつかん）は六甲山北麓の有馬温泉郷にある博物館。金の湯の直ぐ近くに2003年開館した。

## 概要
「グリコのおまけのおもちゃ」のデザイナーで知られる加藤裕三（2001年没）が、有馬温泉を何世代にもわたって観光客に愛してもらう方策の一つとして、おもちゃを通じてまちづくりを行うことを提唱した。おもちゃを通じて人々にモノづくりを教える。おもちゃを一つの産業として地域振興を図る。そしておもちゃを見せる。その考えに共感した有馬温泉の旅館・御所坊の金井啓修が古い旅館を改装し、博物館の建物に転用した。
加藤の没後は世界的な、からくり人形作家として知られる西田明夫（2009年没）が引き継ぎ、館長に就任した。西田明夫は岡山県東粟倉村にある現代玩具博物館の館長も兼任していた。西田が世界の玩具の収集・保存・展示を現在も行っている。特に有馬玩具博物館は「オートマタ」（からくり人形）と呼ばれる人形のコレクションが世界一といわれ、サンダーバードの人形の作者で知られる、ジョン・ブランダール作の「パーカー」の人形が3体展示されている。
「ものづくり」を教える一歩として工作教室を主催し、自然素材玩具の普及活動を行っている。

## 施設
- 6F 展示室・ドイツの伝統的おもちゃ - ドイツ、エルツ地方では、ライフェンドレーンと呼ばれる轆轤（ろくろ）技術で製作される精密な木製の人形。この地方は元々鉱山の町。鉱夫達が鉱山から出て来た時、入り口にカンテラを掛けた事から作られた、木製のクリスマス飾り、シュヴィップボォーゲン。「搾取する役人に、固い物を食べさせよう！」という皮肉から出来た、クルミ割り人形等を展示。
- 5F 展示室・現代のおもちゃ、プレイスペース - 西田明夫館長の視点で選んだ、アーティスティックなおもちゃ。生産開始から5年以上経っても作られているという条件がつけられている。博物館のスタッフが、これらのおもちゃを使って手品のようにパフォーマンスを一定時間ごとに、おもちゃの説明を行っている。
- 4F 展示室・現代のからくり、オートマタ - からくり人形作家はアート的な感性と、理数的な技術の両方が要求される為、世界でも30人程度しかいないと言われている。イギリス人の作品はユーモアがあり、ドイツ人は緻密な動き、ラテン系の作家は陽気な動きと明るい色彩というように、国民性が現れて面白い。ほとんどの人は初めて見るおもちゃに驚きを覚えるという。またイギリスでは紙製のからくり人形を学校教材に取り入れ、モノづくりを教ている。

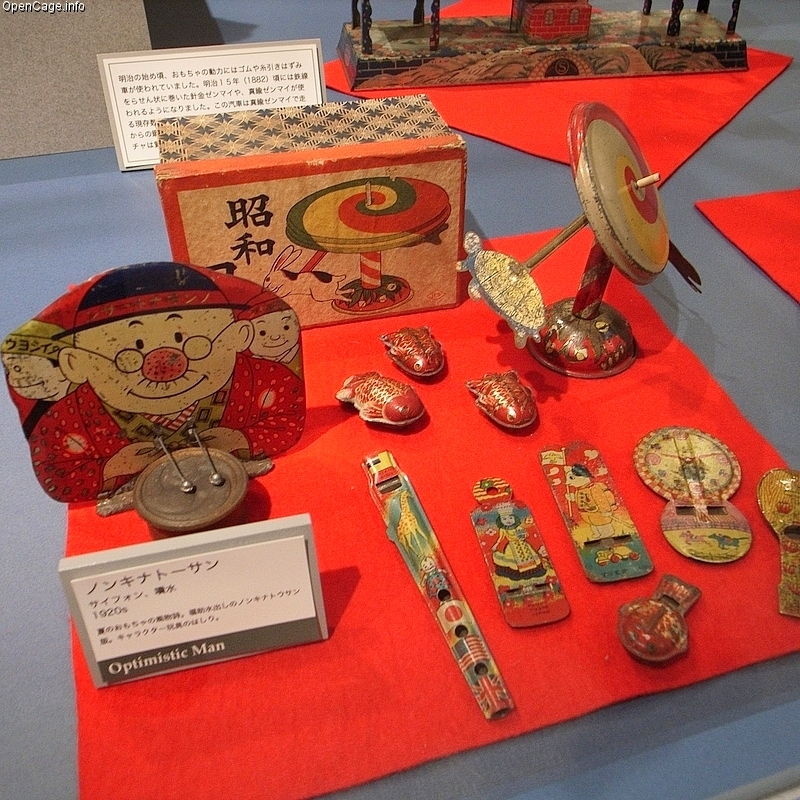
10・20年代のブリキ製玩具。サイフォンの原理で噴水を起こす『ノンキナトウサン』の福助水出しなど

- 3F 展示室・世界のブリキのおもちゃ - 第二次世界大戦後の日本の復興は、進駐軍の捨てられた空き缶から、おもちゃを作り輸出する事で始まった。日本人の作るブリキ製のおもちゃは精密で人気を博したが、製造工程が複雑でだんだんプラスティック整形のおもちゃへと変わっていった。そのブリキのおもちゃの製造工程などが展示されている。また同じ敗戦国のドイツ、メルクリン社製の精密な鉄道模型のジオラマ設置され定期的に動かされている。
- 2F おもちゃレストラン　有馬食堂、バー「ニュルンベルグ」 - 2階は家族連れが楽しめる食堂になっている。玄関を出た1階はショットバーになっていて、金の湯を楽しんだ人達で賑わっている。
- 1F アトリエ、ミュージアムショップ「アリマリ」 - 工房があり、おもちゃ教室もこの工房で開かれる。

## 所在地
- 〒651-1041　兵庫県神戸市北区有馬町797番地

## 利用情報
- 入館料 - 一般800円、子ども（3歳以上）500円、年間パスポート（入会の翌日より１年間有効）1200円
- 開館時間 - 9時30分～18時（入館は17時30分まで）
- 休館日 - 毎月第2、3火曜日

## 交通アクセス
- 神戸電鉄 有馬温泉駅 徒歩5分
- 六甲有馬ロープウェー 有馬温泉駅 徒歩10分
- 阪急バス｢有馬温泉｣下車 徒歩1分
- 自家用車　「有馬里駐車場」 徒歩8分（平日のみ送迎あり）

## 周辺情報
- 有馬温泉
  - 金の湯
  - 銀の湯
  - 太閤の湯
  - 瑞宝寺公園
  - 鼓ヶ滝公園
  - 神戸市立太閤の湯殿館
  - 有馬の工房